# IDG Danmark
IDG Danmark A/S er en dansk virksomhed, som i Danmark formidler it-relaterede nyheder. Virksomheden er et datterselskab til den amerikanske koncern International Data Group (IDG). IDG Danmark drives fra sit hovedsæde i Herlev og virksomheden har ca. 75 ansatte. 

## Historie
IDG Danmark blev etableret i 1981 under navnet Computerworld Danmark A/S af Preben Engell, som i 1989 blev ændret til IDG Communications A/S og senere samme år til virksomhedens nuværende navn.. Søren Queitsch overtog ledelsen i 2004.

## Produkter
IDG's produkter omfatter online-medier, trykte medier, konferencer/events, lead-generering, markedsresearch, it-job og it-kurser.
I Danmark udgiver IDG it-magasinerne Computerworld, CRN, ComON, PC World og PC World Business Center. Endvidere drives jobportalen  jobworld.dk og rådgivningstjenesten eksperten.dk.
IDG Danmark udbyder også IDG Kurser og IDG/Computerworld Events.